# Ischnosiphon surumuensis
Ischnosiphon surumuensis är en strimbladsväxtart som beskrevs av Ludwig Eduard Loesener. Ischnosiphon surumuensis ingår i släktet Ischnosiphon och familjen strimbladsväxter. Inga underarter finns listade.